# Tweede Kamerverkiezingen in het kiesdistrict Venlo (1888-1918)

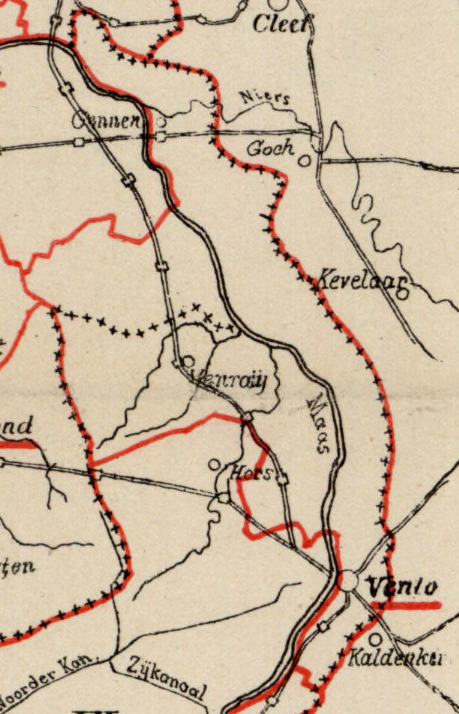
Kiesdistrict Venlo (1888)

Tweede Kamerverkiezingen in het kiesdistrict Venlo (1888-1918) geeft een overzicht van verkiezingen voor de Nederlandse Tweede Kamer in het kiesdistrict Venlo in de periode 1888-1918.
Het kiesdistrict Venlo was eerder ingesteld geweest in de periode 1848-1850. Het kiesdistrict werd opnieuw ingesteld na de grondwetsherziening van 1887. Tot het kiesdistrict behoorden vanaf dat moment de volgende gemeenten: Arcen en Velden, Belfeld, Bergen, Broekhuizen, Gennep, Grubbenvorst, Maashees, Meerlo, Mook en Middelaar, Oploo, Ottersum, Sambeek, Tegelen, Venlo, Venray, Vierlingsbeek en Wanssum.
Het kiesdistrict Venlo vaardigde in dit tijdvak per zittingsperiode één lid af naar de Tweede Kamer. 
Legenda
- vet: gekozen als lid van de Tweede Kamer.

## 6 maart 1888
De verkiezingen werden gehouden na vervroegde ontbinding van de Tweede Kamer.
|                               | 6 maart |
| ----------------------------- | ------- |
| Kiesgerechtigden              | 2.272   |
| Opkomst                       | 1.174   |
| Geldige stemmen               | 1.147   |
| Blanco stemmen                | 24      |
| Kandidaten                    |         |
| J.H.L. Haffmans               | 1.052   |
| L.F.H. Michiels van Kessenich | 52      |
| J.C. Gunst                    | 25      |

## 9 juni 1891
De verkiezingen werden gehouden na ontbinding van de Tweede Kamer.
|                  | 9 juni |
| ---------------- | ------ |
| Kiesgerechtigden | 2.450  |
| Opkomst          | 1.656  |
| Geldige stemmen  | 1.643  |
| Blanco stemmen   | 10     |
| Kandidaten       |        |
| J.H.L. Haffmans  | 1.083  |
| C. Houben        | 528    |

## 10 april 1894
De verkiezingen werden gehouden na vervroegde ontbinding van de Tweede Kamer.
|                  | 10 april |
| ---------------- | -------- |
| Kiesgerechtigden | 2.564    |
| Opkomst          | 824      |
| Geldige stemmen  | 808      |
| Blanco stemmen   | 12       |
| Kandidaten       |          |
| J.H.L. Haffmans  | 752      |

## 13 oktober 1896
Leopold Haffmans, gekozen bij de verkiezingen van 10 april 1894, overleed op 16 september 1896. Om in de ontstane vacature te voorzien werd een tussentijdse verkiezing gehouden.
|                  | 13 oktober |
| ---------------- | ---------- |
| Kiesgerechtigden | 2.588      |
| Opkomst          | 2.112      |
| Geldige stemmen  | 2.096      |
| Blanco stemmen   | 12         |
| Kandidaten       |            |
| W.H. Nolens      | 1.396      |
| E. Haffmans      | 699        |

## 15 juni 1897
De verkiezingen werden gehouden na ontbinding van de Tweede Kamer.
|                  | 15 juni |
| ---------------- | ------- |
| Kiesgerechtigden | 5.754   |
| Kandidaten       |         |
| W.H. Nolens      |         |

Nolens was de enige kandidaat; hij werd zonder nadere stemming gekozen verklaard.

## 14 juni 1901
De verkiezingen werden gehouden na ontbinding van de Tweede Kamer.
|                  | 14 juni |
| ---------------- | ------- |
| Kiesgerechtigden | 6.044   |
| Kandidaten       |         |
| W.H. Nolens      |         |

Nolens was de enige kandidaat; hij werd zonder nadere stemming gekozen verklaard.

## 16 juni 1905
De verkiezingen werden gehouden na ontbinding van de Tweede Kamer.
|                  | 16 juni |
| ---------------- | ------- |
| Kiesgerechtigden | 6.589   |
| Kandidaten       |         |
| W.H. Nolens      |         |

Nolens was de enige kandidaat; hij werd zonder nadere stemming gekozen verklaard.

## 11 juni 1909
De verkiezingen werden gehouden na ontbinding van de Tweede Kamer.
|                  | 11 juni |
| ---------------- | ------- |
| Kiesgerechtigden | 7.274   |
| Opkomst          | 5.614   |
| Geldige stemmen  | 5.576   |
| Blanco stemmen   | 38      |
| Kandidaten       |         |
| W.H. Nolens      | 5.306   |
| J. Oudegeest     | 270     |

## 17 juni 1913
De verkiezingen werden gehouden na ontbinding van de Tweede Kamer.
|                  | 17 juni |
| ---------------- | ------- |
| Kiesgerechtigden | 8.285   |
| Opkomst          | 6.589   |
| Geldige stemmen  | 6.524   |
| Blanco stemmen   | 65      |
| Kandidaten       |         |
| W.H. Nolens      | 6.087   |
| J.A. Rosenveldt  | 437     |

## 15 juni 1917
De verkiezingen werden gehouden na ontbinding van de Tweede Kamer.
|                  | 15 juni |
| ---------------- | ------- |
| Kiesgerechtigden | 9.190   |
| Kandidaten       |         |
| W.H. Nolens      |         |

De zeven in de vorige Tweede Kamer vertegenwoordigde partijen hadden afgesproken in elkaars kiesdistricten geen tegenkandidaten te stellen. Nolens was derhalve de enige kandidaat; hij werd zonder nadere stemming gekozen verklaard.

## Opheffing
De verkiezing van 1917 was de laatste verkiezing voor het kiesdistrict Venlo. In 1918 werd voor verkiezingen voor de Tweede Kamer overgegaan op een systeem van evenredige vertegenwoordiging met kandidatenlijsten van politieke partijen.